# Piotr Tietiuszew
Piotr Aleksiejewicz Tietiuszew (ros. Пётр Алексеевич Тетюшев, ur. w lipcu 1906 w chutorze Kuporosnyj w guberni saratowskiej, zm. 1962) – radziecki polityk, I sekretarz Komitetu Obwodowego WKP(b) w Kurganie (1943-1945), I sekretarz Komitetu Obwodowego Komunistycznej Partii (bolszewików) Białorusi w Pińsku (1946-1950).
Od 1925 w RKP(b)/WKP(b), od 1927 słuchacz fakultetu robotniczego w Stalingradzie, 1929-1931 sekretarz odpowiedzialny rejonowego komitetu Komsomołu w Kraju Dolnej Wołgi, 1931-1933 studiował w Instytucie Przygotowania Kadr Czerwonej Profesury w Saratowie, później Stalingradzie, 1933-1937 studiował w Instytucie Czerwonej Profesury. Od 1937 instruktor Komitetu Obwodowego WKP(b) w Saratowie, potem kierownik wydziału organizacyjno-instruktorskiego tego komitetu, 1939-1940 organizator odpowiedzialny KC WKP(b), od 1940 do grudnia 1942 II sekretarz Krasnojarskiego Krajowego Komitetu WKP(b). Od grudnia 1942 do lutego 1943 w Armii Czerwonej, od lutego 1943 do 13 marca 1945 I sekretarz Komitetu Obwodowego WKP(b) w Kurganie. 1945-1946 II sekretarz Komitetu Obwodowego KP(b)B w Mińsku, od kwietnia 1946 do 1950 I sekretarz Komitetu Obwodowego KP(b)B w Pińsku. 1951-1957 zastępca przewodniczącego Komitetu Wykonawczego Rady Obwodowej w Uljanowsku, potem szef Obwodowego Zarządu Przemysłu Paliwowego w Uljanowsku. Deputowany do Rady Najwyższej Białoruskiej SRR.

## Odznaczenia
- Order Czerwonego Sztandaru Pracy (dwukrotnie - 1942 i 1949)
- Medal „Za zwycięstwo nad Niemcami w Wielkiej Wojnie Ojczyźnianej 1941–1945” (1946)
- Medal „Za ofiarną pracę w Wielkiej Wojnie Ojczyźnianej 1941–1945” (1946)